# Pont de Claramunt
El pont de Claramunt, també anomenat pont de la Boixera, és un pont de la Pobla de Claramunt (Anoia) que forma part de l'Inventari del Patrimoni Arquitectònic de Catalunya.

## Descripció
És un pont fet de pedra i de 5 a 6 arcades de mig punt rebaixades. És un pont al molí de la Boixera, arc antic de la carretera. Sobre l'antic camí ral d'Aragó de maons i pedra pla, una mica separat dels 3 arcs sobre el riu Anoia. Els tres arcs del mig del riu estan esquerdats. Sobre el riu Anoia.

## Història
De la pobla de Claramunt a Vilanova del Camí. Arribem al peu de la carretera, que passa molt alta damunt el riu i aquí trobem una altra prova irrefutable del pas del vell camí. El pont és format per uns grans ulls sobre la llera del riu: però nosaltres passem per una altra arcada més petita, més allunyada, la qual en construir el pont -i la carretera- l'any 1883, deixaren per tal de no escanyar l'única via que fins aleshores es fressava.